# ジョージ・ワシントン大学
ジョージ・ワシントン大学（The George Washington University 略: GWU）は、アメリカ合衆国の首都ワシントンD.C.にある私立大学。1821年にコロンビアン・カレッジ（The Columbian College in the District of Columbia）として設立された。
米フォーリン・ポリシー誌によると、国際関係学では、エリオット国際関係大学院（Elliott School）が全米TOP10入りしており、高い評価を受けている。また、トラクテンバーグ公共政策行政学部（TSPPPA）も、公共政策大学院で全米TOP10となっている。

## 概説
キャンパスは、ワシントンD.C.の中心部にあり、ホワイトハウスから徒歩10分の場所にある。道を挟んで世界銀行や国際通貨基金などの建物と隣接する。学生数は大学院生の方が多く、学部生が約10,000人であるのに対し、大学院生は約14,000人。「USニューズ&ワールド・レポート」誌の学部課程ランキングでは、毎年全国50位前後にランクされる難関校。ジョージタウン大学(同21位)、アメリカン大学(同71位)と並ぶ米国首都の大学である。
首都ワシントンという土地柄を反映して、政治学や国際関係学、公共政策学といった分野に非常に強い。2014年度、『フォーリン・ポリシー』誌の国際関係学における大学ランキングで、学部課程は世界8位、修士課程は世界7位、博士課程は世界18位にランクされた。全米研究評議会の博士課程ランキングでは、政治学において、全国7位にランクされた。
国際関係学の修士課程の教育は、実務系大学院である「エリオット国際関係大学院」で行われている。エリオット国際関係大学院には、学部・修士課程を合わせ約2,800人の学生が在籍しており、これは数多くある全米の国際関係大学院の中でも最大規模。国際関係大学院協会のメンバースクールで、ロンドン・スクール・オブ・エコノミクス、パリ政治学院、ジュネーブ高等開発研究所、ベルリン自由大学、シンガポール国立大学、シドニー大学、香港大学、復旦大学、ジャワハルラール・ネルー大学、トルクァト・ディ・テラ大学、サンタカタリーナ連邦大学などの数多くの世界の名門校と留学協定を結んでいる。
法学教育は、法科大学院である「ジョージワシントン大学ロースクール（en:George Washington University Law School）」で行われている。『USニューズ&ワールド・レポート』誌において、同ロースクールは毎年全米20位前後にランクされている。とりわけ、知的財産法プログラムと国際法プログラムの評価が非常に高く、2017年現在では、知的財産法プログラムが全米4位、国際法プログラムが全米7位にランクインしている。国際法プログラムに関して言えば、国際司法裁判所（ICJ）の元判事であるen:Thomas Buergenthal教授や、国際連合・国際法委員会委員を務めているSean D. Murphy教授、米州人権委員会（en:Inter-American Commission on Human Rights）の元委員（長）であり国際環境法の分野においても著名なDinah L. Shelton教授や、国際経済法分野で著名なen:Steve Charnovitz教授及びThomas J. Schoenbaum教授等が在籍している上、多様かつ充実した国際法関連のコースが用意されており、名実ともに全米トップクラスの国際法プログラムである。
ビジネススクールの学部課程（国際ビジネス）は、『USニューズ&ワールド・レポート』誌において全米10位にランクされ、MBAは全米65位である。
メディカルスクール（医学部）は、全米60位にランクされ、合格率は約3%（2013年度の合格率は、3.3%)の難関校。ちなみに、ロナルド・レーガン大統領（当時）が、搬送されたのも「ジョージワシントン大学医学部付属病院」であった。
卒業生は政界やシンクタンク、世銀や国連などの国際機関に進む者が多い。

## 歴史
1821年、「首都に国民が広く学べる大学を作りたい」というジョージ・ワシントンの遺志を継ぎ、連邦議会の認可に基づき設立された。1904年、大学名をコロンビアン・カレッジから、ジョージ・ワシントン大学に改めた。ロースクールは1826年に設立され、ワシントンD.C.の中で最も古いロースクールである。

## 著名な出身者
- コリン・パウエル - アメリカ国務長官

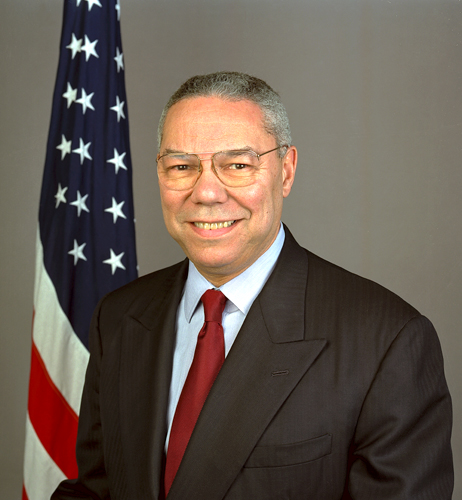
元アメリカ合衆国国務長官コリン･パウエル

- ジョン・フォスター・ダレス - アメリカ国務長官
- ダーラム・スティーブンス（英語版） - ワシントン駐在日本外務省顧問、韓国外務省顧問
- マイケル・グリフィン（英語版） - NASA長官
- ジョン・エドガー・フーヴァー - アメリカ連邦捜査局（FBI）長官
- ジョン・スノー - アメリカ財務長官
- ガーズィー・ヤーワル - イラク暫定政権大統領、イラク移行政府副大統領
- 李承晩 - 大韓民国初代大統領
- ジャクリーン・ケネディ - ジョン・F・ケネディ大統領夫人
- マーク・ウォーナー - ヴァージニア州知事
- ハリー・リード - アメリカ上院議員・上院院内総務、民主党
- デレク・ボック（英語版） - 弁護士、ハーバード大学元学長
- ヴィンセント・デヴィータ - 元アメリカ国立がん研究所 director
- マイケル・コーツ（英語版） - 宇宙飛行士
- ジョージ・ウェルド - 元・ゴールドマン・サックス東京オフィス支社長
- 李健熙 - サムスン電子会長
- エド・リディ（英語版） - AIGグループ社長
- アンジェラ・アキ - 歌手
- ルーク・イシカワ・プラウデン - 俳優
- 阿久津幸彦 - 衆議院議員（立憲民主党）
- 市原麻衣子 - 一橋大学教授、国際政治学者
- 伊藤玲阿奈 - 指揮者（国際関係学部を卒業）
- 大薗治夫 - 元上海エクスプローラー代表取締役
- 大薗恵美 - 一橋大学教授、トヨタ自動車取締役、経営学者
- 木原隆司 - 国税庁関東信越国税不服審判所長、九州大学教授、経済学者
- 佐藤丙午 - 拓殖大学教授、外務省参与、国際政治学者
- 竹谷悦子 - 筑波大学教授、筑波大学の学長選考を考える会共同代表、米文学者
- 土山實男 - 青山学院大学教授（同大副学長歴任）、国際政治学者
- 中丸友一郎 - 元JPモルガン主席日本エコノミスト
- 村田晃嗣 - 元同志社大学学長、NHK経営委員長代行、国際政治学者
- 浜田和幸 - 参議院議員（国民新党）、国際政治学者
- 牧島かれん - 衆議院議員、デジタル大臣、内閣府特命担当大臣（規制改革担当）
- 大谷信盛 - 元衆議院議員、環境大臣政務官
- 鈴木史朗 - 長崎市長
- 伏見宮博明王 - 旧皇族
- 渡邊雄太 - バスケットボール選手、全米プロバスケットボール協会 (NBA) のフェニックス・サンズに所属

## 組織
- 学部・大学院
  - Columbian College of Arts and Sciences (CCAS)
  - George Washington University School of Business
  - エリオット国際関係大学院
  - Milken Institute School of Public Health and Health Services (SPHHS)
  - School of Engineering and Applied Science (SEAS)
  - School of Nursing
  - School of Media and Public Affairs (SMPA)
  - Corcoran College of Art and Design
- 大学院
  - Graduate School of Political Management (GSPM)
  - School of Medicine and Health Sciences (SMHS)
  - George Washington University Law School
  - Graduate School of Education and Human Development (GSEHD)
  - Trachtenberg School of Public Policy and Public Administration (SPPPA)
  - College of Professional Studies

## ランキング
UNDERGRADUATE PROGRAMS
- Princeton Review, "Best 290 Business Schools" October 2007, 2nd Best Administered Business School
- U.S. News & World Report, "America's Best Colleges" August 2012, 30th Undergraduate Business Program, 5th Undergraduate International Business Specialty
- Business Week, "The Best Undergraduate B-Schools" April 2007, 53rd in the U.S.
- Fortune Small Business Magazine, "America's Best Colleges for Entrepreneurs" Sept 2007, Best 24 Colleges for Double Majors, Women's Entrepreneurial Leadership Initiative